# Bataille du Monastère des Saints Apôtres

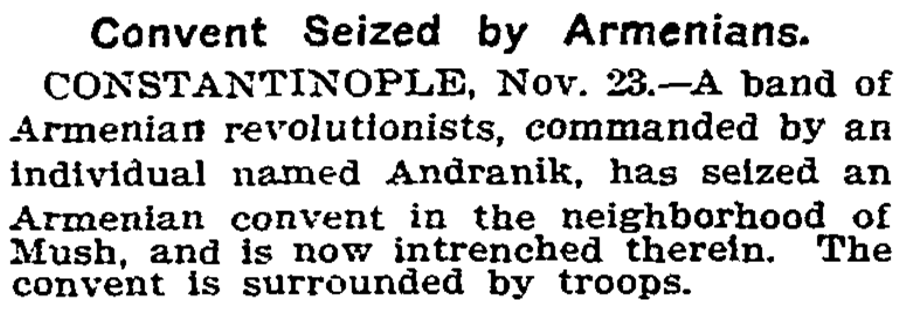
L'article du New York Times sur la bataille

La bataille du Monastère des Saints Apôtres (en arménien : Առաքելոց վանքի կռիվը) est une bataille entre les forces de l'Empire ottoman et les fédaïs arméniens au monastère des Saints Apôtres (Arakelots) près de Mush dans l'Empire ottoman en novembre 1901.

## Contexte
Dans la seconde moitié du XIXe siècle, les conditions de vie de la population arménienne dans la vallée de Mush deviennent intolérables. En plus des taxes et redevances officielles et non officielles du gouvernement central, des chefs kurdes extorquant leurs hommages traditionnels, les éléments les plus déclassés des tribus kurdes reçoivent un statut officiel après être incorporés dans les unités de cavalerie kurde semi-régulières connues sous le nom de Hamidiye qui participent à des razzias et des massacres fréquents sur la population arménienne.
En conséquence, des milliers d'agriculteurs arméniens perdent leurs terres et gagnent leur vie comme ouvriers temporaires ou migrent vers Constantinople et d'autres villes pour vivre dans des conditions sordides et appauvries. Les échecs répétés des réformes promises par Constantinople ont conduit certains Arméniens à initier des mesures locales d'autodéfense. Le Parti social-démocrate Hentchak et la Fédération révolutionnaire arménienne sont les deux groupes politiques arméniens actifs dans la région. Après les massacres d'Arméniens à Sassoun en 1894, et les massacres plus répandus dans la plaine de Mush en 1895 et 1896 lors des massacres hamidiens, l'activité politique des années 1880 se développe en unités armées d'autodéfense, connues sous le nom de fédaïs, qui utilisent les montagnes comme refuges et comme zones d'agitation politique.
En 1899, plusieurs commandants fedaïs arméniens sont tués et Andranik Ozanian reçoit la direction de tous ces groupes dans le district de Sassoun de Bitlis Vilayet. Sous le commandement d'Andranik se trouvent trente-huit villages.

## La bataille
En novembre 1901, Andranik descend des montagnes avec une trentaine de fedaïs expérimentés (dont Kevork Chavush et Hakob Kotoyan) et quelque 8 à 10 paysans du village de Tsronk. Poursuivis par les forces armées turques, les hommes d'Andranik sont finalement acculés et le 20 novembre ils se barricadent dans le monastère des Saints Apôtres situé à l'est de Mush.
Un régiment de cinq bataillons turcs, quelque 1 200 hommes, commandés par les pachas Ferikh et Ali, commence à assiéger le monastère fortifié. Pendant cette période, l'armée turque subit de lourdes pertes à cause du froid et des épidémies. Après dix-neuf jours de siège et de négociations de reddition auxquelles participent le clergé arménien ainsi que le chef de Mush et des consuls étrangers, Andranik et ses hommes réussissent à quitter secrètement le monastère d'Arakelots et à retourner en petits groupes dans les montagnes voisines. Selon Léon Trotski, Andranik a organisé l'évasion en revêtant l'uniforme d'un officier turc : « il a fait le tour de toute la garde, leur parlant dans un excellent turc » et « en même temps montrant la sortie à ses propres hommes ».

## Conséquences
Après s'être échappé du monastère d'Arakelots, Andranik acquiert une réputation légendaire parmi les Arméniens de la province,. Une légende Kurde rapporte que lorsque la nuit Andranik enlevait son manteau, de nombreuses balles en tombaient. Andranik a commandé pendant la deuxième résistance de Sassoun en 1904, puis s'est retiré avec ses hommes en Iran, a quitté la Fédération révolutionnaire arménienne et s'est ensuite rendu en Europe, où il a participé à la Première guerre balkanique contre l'Empire Ottoman.
En 1924 à Boston, Andranik publie ses mémoires. Au sujet des événements, il écrit :

« Il était nécessaire de montrer aux Turcs et aux Kurdes qu'un Arménien peut prendre un fusil ; qu'un cœur Arménien peut lutter et protéger ses droits. »